# Grob SPn
Dimensions
Le Grob G 180 SPn Executive Jet est un avion d'affaires à réaction entièrement réalisé en matériaux composites de la société allemande Grob Aerospace.

## Histoire
Le nom SPn, stylisé SPn, signifie "special performance élevé à la puissance n" afin de magnifier les performances attendues de l'avion.
Le premier prototype vole le 20 juillet 2005.
Le deuxième prototype s'écrase peu après le décollage près de l'usine située à Mattsies le 29 novembre 2006, tuant le pilote d'essai français Gérard Guillaumaud (en). L'appareil totalisait 40 vols et 28 heures d'essais en vol.
Le premier prototype avait déjà atteint à la même date 450 heures de vol en 300 vols.
La distance franchissable est de 1 850 milles marins (3 426,2 km) (1 pilote + 6 passagers, NBAA IFR 100 nm alternate[Quoi ?]).
4 prototypes sont construits mais le développement est interrompu lors de l'insolvabilité de Grob Aerospace en 2008 et de son rachat par la société H3 Aerospace en 2009. La nouvelle société Grob Aircraft ne poursuit pas le développement de l'avion.